# Beiuș
Beiuș (pronunciació en romanès: [beˈjuʃ]; en hongarès: Belényes) és una ciutat del comtat de Bihor a Romania, prop de les muntanyes Apuseni. El riu Crișul Negru travessa Beiuș i la ciutat administra un sol poble, Delani (Gyalány).
Entre final del segle xviii i principi del segle xx, Beiuș va constituir un dels centres d'aprenentatge més importants de la llengua romanesa a Crișana. Segons el cens del 2011, Beiuș té una població de 10.667 habitants.
L'estructura ètnica de la població és:
- 89,8% romanès
- 7,3% hongarès
- Roma 2,6%
- Altres 0,3%

## Història
La primera menció de Beiuș data de l'any 1263, on es va esmentar que va ser cremada durant una invasió mongola el 1241. Després d'alguna ocupació otomana, fou conquerida el 1691 per l'imperi dels Habsburg tal com va confirmar el tractat de Karlowitz el 1699. Després del compromís austrohongarès de 1867 fou governat per l'administració hongaresa, fins a la Gran Unió Romanesa el 1918.

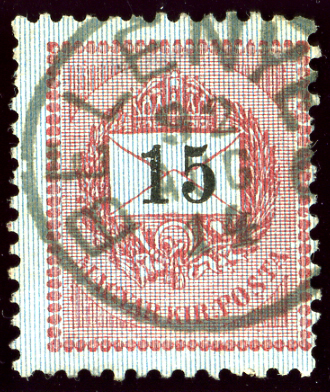
Belényes amb segell hongarès de 15 kr

## Cronologia
- La propietat del bisbat d'Oradea s'esmenta per primera vegada al Regestrum Varadiensis. Es va esmentar sota Benenus el 1291, Belinis el 1300 i Benenes el 1309.
- 1451 Es va convertir en una ciutat reial lliure sota Joan Vitez de Zredna.
- Segell de Beiuș que mostra Ladislau I d'Hongria inscrit al voltant de: "Sigillum Oppidi Belenes"
- La llista del delme del bisbat d'Oradea (1552) compta amb més de 420 cases d'assentament.
- 1570 Segons l'Acord de Speyer, el príncep de Transsilvània va governar aquesta regió.
- 1660 L'imperi otomà va conquerir Beiuș.
- 1691 L'imperi dels Habsburg va conquerir Beiuș.
- 1692 Un cens esmenta 9 famílies hongareses.
- 1715 Un cens esmenta 29 famílies hongareses.
- 1720 vivien a la ciutat 52 famílies hongareses i 22 famílies romaneses.
- 1754 S'obre una escola secundària romanesa, la segona a Transsilvània després de la de Blaj.
- 1777 Maria Teresa d'Àustria fundà el bisbat greco-catòlic amb la residència a Oradea i dotà el bisbat d'una finca a Beiuș.
- El bisbe Ignațiu Darabant (1738-1805) va erigir l'església greco-catòlica de Sant Demetri
- El bisbe Samuil Vulcan (1806–1893) va crear l'escola secundària greco-catòlica a Beiuș i la va dotar de tot el necessari.
- 1850 1250 famílies romaneses i 950 hongareses vivien a la ciutat.
- 1914: 2134 hongaresos i romanesos de 1974 vivien a Beiuș.
- 2002 A Beiuș viuen uns 9.800 romanesos i uns 900 hongaresos.[1]

## Llocs per veure

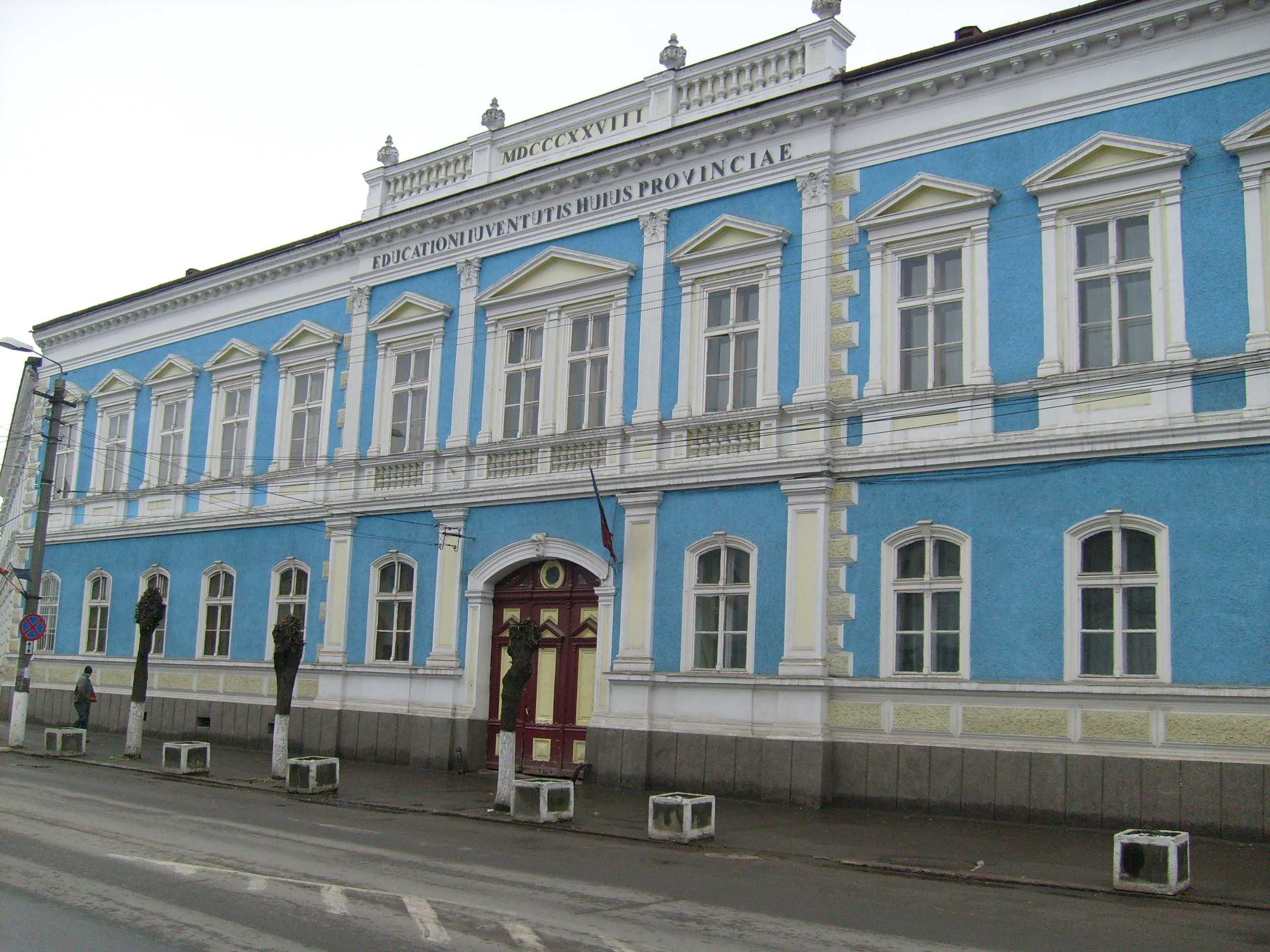
Samuil Vulcan National College

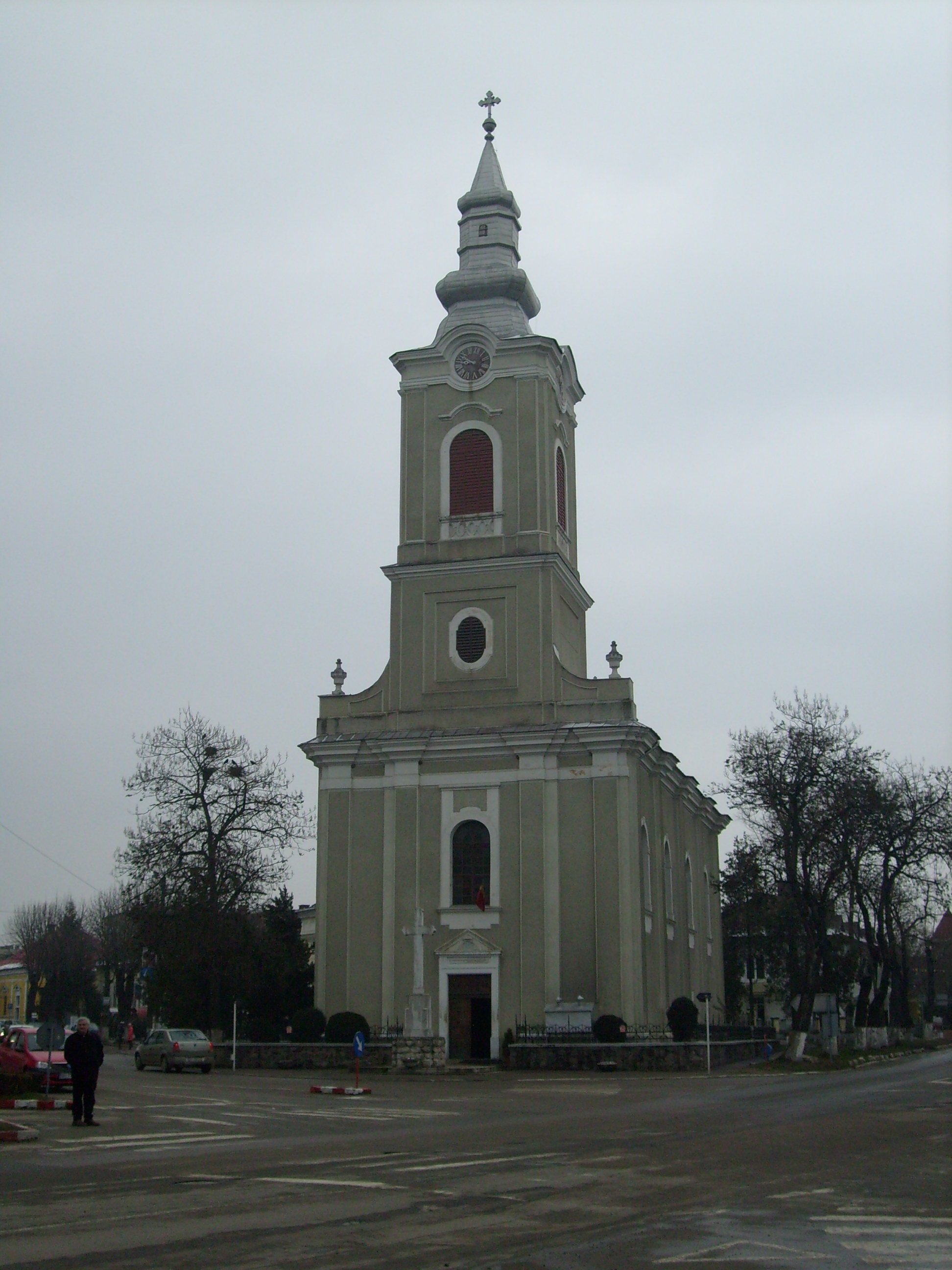
Església barroca de Sant Demetri

Avui, Beiuș és un lloc tranquil, que combina poques ètnies i tres vegades més religions que en èpoques anteriors. La ciutat conté magnífics edificis arquitectònics, incloses algunes antigues esglésies i l'escola secundària "Samuil Vulcan", construïda el 1828, que va obtenir la designació de "Col·legi Nacional" el 1998. La ciutat és un punt clau per arribar a les muntanyes Apuseni i les seves riques mines o a estacions de muntanya com Stâna de Vale o Arieșeni a través de comunitats i pobles més petits però pintorescs com Budureasa o Vascău.
Les muntanyes properes acullen alguns dels sistemes de coves de pedra calcària més densos i espectaculars del món. Aquestes coves contenen restes de l'os ostingit (Ursus speleus) i humans prehistòrics, enormes colònies de ratpenats, llacs subterranis, formacions calcàries impressionants i cucs de terra gegants que viuen al sòl de les coves inundades amb guano.
Beiuș té un propi museu de la ciutat que alberga més de 3.000 peces. Les exposicions del museu reflecteixen la història natural, història militar i art, però el més famosos són els artefactes folklòrics: eines camperoles, ceràmiques, peces de vestir i art popular reunits a tot el comtat central i sud de Bihor. Es coneix la ciutat per una xarxa de túnels, construida durant el govern del rei hongarès Bela IV, que va servir com a vies d'escapament utilitzades durant l'edat medieval.
El paisatge proper inclou: turons agrícoles amb cultius que van des de blat de moro, blat i patata fins a fruiters com poma, peres, prunes i maduixes. Al nord-est de la ciutat comença un llarg tram de bosc esgotat de fauna salvatge i ric en flora. Quant a la indústria, s'hi produeixen mobles i moda destinats als mercats europeus. La propera fàbrica de destil·leria i begudes de Sudrigiu és un altre empleador important.
Esports disponibles o populars en o prop Beius són: pesca d'aigua dolça (truita, bagra, carpa, barb cacho Dace i almenys una dotzena d'altres espècies comestibles), espeleologia (espeleologia), futbol (diumenge el futbol és un ritual local per a totes les edats), esquí, surf de neu, trineu, tennis, senderisme, càmping, motxilla i escalada. També és popular la caça d'espècies com el senglar, el cabirol, el conill, el faisà, el colom, la perdiu o els ànecs (principalment ànecs collverd).

## Esports
El futbol és l'esport més popular de Beiuș, i l'equip Bihorul Beiuș és el més representatiu de la ciutat, un club que es va fundar el 1921.

## Gent notable
- Cosmin Bodea, jugador i entrenador de futbol
- Edward Clug, ballarí de ballet i coreògraf
- Josef Dande, paisatgista
- Remus Ganea, futbolista
- Adrian Pintea, actor
- Gheorghe Solomie, jugador de rugbi

## Ciutats germanes
Beiuș està agermanat amb:
- Békéscsaba, Hongria
- Green, Estats Units
- Komló, Hongria
- Méhkerék, Hongria